# Dan Schlosser
Dan Sandur Schlosser (født 20. februar 1956) er en dansk skuespiller, studievært, speaker og forfatter.
Schlosser er uddannet fra skuespillerskolen ved Odense Teater i 1983. Han har været studievært på flere tv-programmer, bl.a. TV 2's Faktisk og har skrevet flere børnebøger, ligesom han har undervist i drama, improvisation, oplæsning, dubbing samt tale og præsentationsteknik. Mest kendt er han nok for at have været speaker i mange forskellige sammenhænge. Han har været formand for Speaker- og Indlæserforeningen fra 1998 til 2008.

## Filmografi
- Sprængfarlig bombe (2006)

### Tv-serier
- En by i Provinsen (1977-1980)
- Faktisk (1989-1993)
- Bryggeren (1996)
- TAXA (1997-1999)
- Hvide løgne (1998-2001)
- Assistancemelding A-3/01 (2002)
- Rejseholdet (2000-2003)
- 2900 Happiness (2008)